# Aculnahuacatl Tzaqualcatl
Aculnahuacatl Tzaqualcatl (... – 1430 circa) è stato il primo tlatoani (regnante) dell'altepetl precolombiana dei Tepanechi di Tlacopan, nella Valle del Messico.
Era uno dei figli di Tezozómoc, re di Azcapotzalco, che lo nominò re di Tlacopan. Sposò Tlacochcuetzin, figlia di Tlacacuitlahuatzin, re di Tiliuhcan, ed ebbe due figli: Coauoxtli e Oquetzal.